# José Luis Saso
José Luis Saso Vega (Madrid, 29 gennaio 1927 – Valladolid, 15 settembre 2006) è stato un allenatore di calcio e calciatore spagnolo, di ruolo portiere.

## Caratteristiche tecniche
In attività giocava nel ruolo di portiere.

## Carriera

### Calciatore
Dopo aver iniziato la sua carriera nell'Atlético Madrid, nel 1948 si trasferì al Real Valladolid, squadra con cui visse per tutto il resto della sua carriera da calciatore. Durante il suo periodo al Real Valladolid, Saso faceva parte di un solido pacchetto difensivo nel Real Valladolid, insieme alla linea difensiva composta dai fratelli Paco e Rafael Lesmes e da Román Matito. Questo reparto difensivo passò alla storia con il soprannome di El Muro del Pisuerga, facendo riferimento al fiume che attraversa la città di Valladolid.

### Allenatore
Ha allenato in diverse occasioni il Valladolid e il Maiorca. L'ultima stagione da allenatore l'ha vissuta nel 1993, centrando la promozione in Liga con il Valladolid.

## Palmarès

### Allenatore

#### Competizioni nazionali
- Segunda División (Spagna): 1

Real Valladolid: 1958-1959